# Verity Bargate
Verity Eileen Bargate (1940 - 1981) fue una novelista y directora de teatro inglesa. En 1969 fundó la compañía de teatro de vanguardia Soho Theatre Company, luego llamada simplemente Soho Theatre.
Tras su muerte, se fundó en su memoria el Premio Verity Bargate, dedicado a obras teatrales nuevas.

## Obras literarias
- No, mamá, no (1978)
- Children Crossing
- Tit for Tat